# 李增沪
李增沪（1962年11月—），男，河北河间人，中国概率统计学家，曾任北京师范大学数学科学学院院长、教授、博士生导师，中国数学会常务理事。